# Tom Peeters
Tom Peeters est un footballeur belge né le 25 septembre 1978 à Bornem. Il évolue au poste de milieu défensif.

## Carrière
- 1995-1997 :  KFC Germinal Ekeren  Belgique
- 1997-2000 : FC Malines  Belgique
- 2000-2003 : Sunderland  Angleterre
- 2003-2004 : Royal Antwerp FC  Belgique
- 2003-2006 : FC Malines  Belgique
- 2006-2007 : KSV Roulers  Belgique
- 2007-2011 : FCV Dender EH  Belgique [1]